# Scytodesmus kribi
Scytodesmus kribi är en mångfotingart som beskrevs av Cook 1896. Scytodesmus kribi ingår i släktet Scytodesmus och familjen Oxydesmidae. Inga underarter finns listade i Catalogue of Life.